# Hilara pseudosartrix
Hilara pseudosartrix är en tvåvingeart som beskrevs av Gabriel Strobl 1892. Hilara pseudosartrix ingår i släktet Hilara och familjen dansflugor. Inga underarter finns listade i Catalogue of Life.